# Jordbävningen i Baja California 2010
Jordbävningen i Baja California 2010 var av magnitud 7,2 på Richterskalan, och vållade omfattande skador, framför allt i Mexicali och till viss del i Kalifornien.